# Wonosuko (Kemiri)
Wonosuko is een bestuurslaag in het regentschap Purworejo van de provincie Midden-Java, Indonesië. Wonosuko telt 1071 inwoners (volkstelling 2010).